# Broche

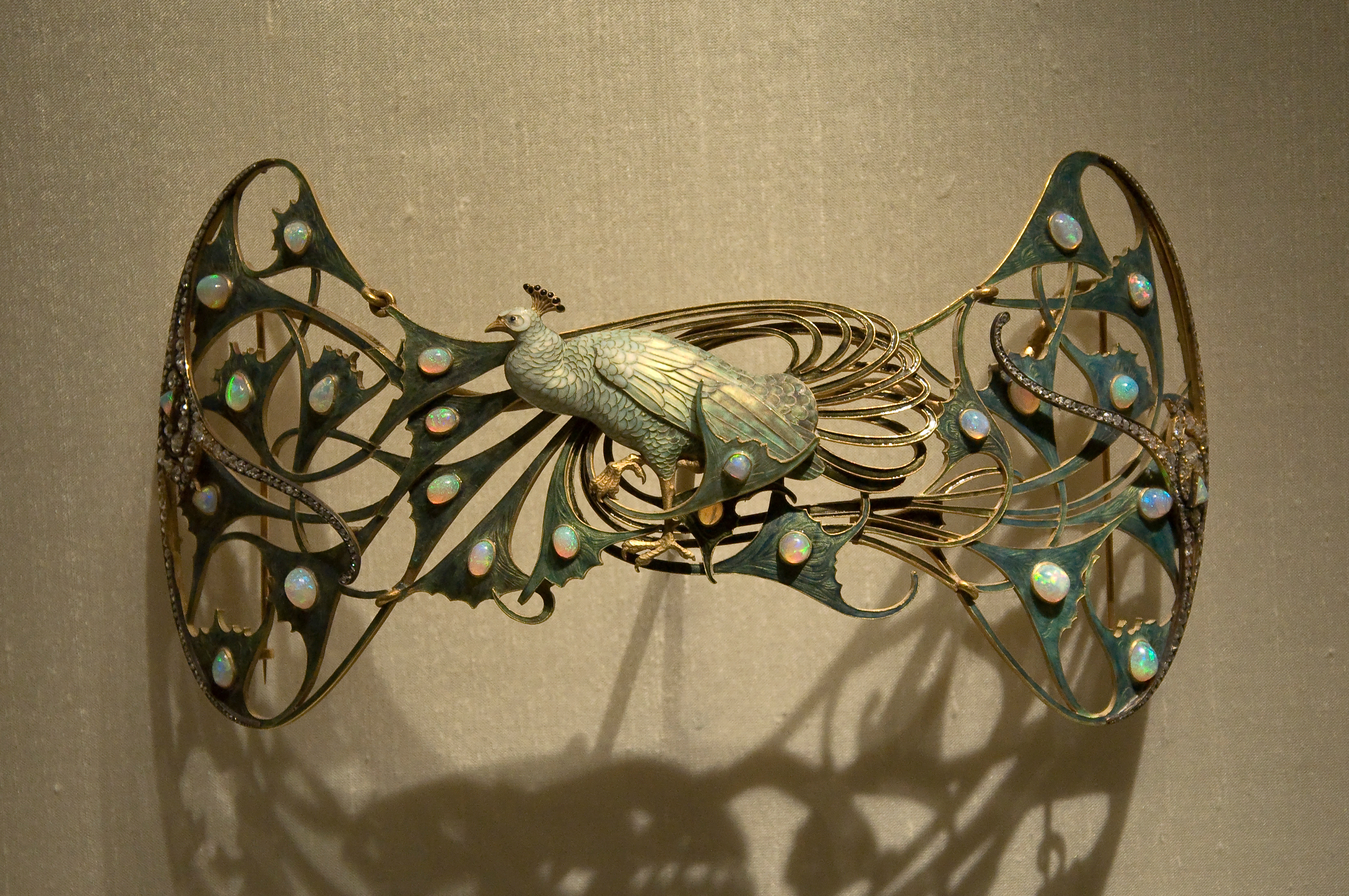
Een broche van René Lalique in het Museu Calouste Gulbenkian

Een sierspeld, borstspeld of broche is een sieraad dat wordt opgespeld om kleding te versieren. De broche bestaat over het algemeen uit twee delen: een decoratieve voorkant terwijl de achterkant (vaak in de vorm van een veiligheidsspeld) dient om de broche te bevestigen.
Ze kunnen in vorm, grootte en gebruikt materiaal van elkaar verschillen. Een vroege vorm van broche is de fibula, een mantelspeld uit het bronstijdperk. René Lalique is een bekend vervaardiger van broches.

## Romeinse sierspelden (fibula)
De fibula is een sierspeld die werd gebruikt door Romeinse burgers, alsook door Grieken, Germanen en Kelten die in of rond het Romeinse Rijk leefden. Deze spelden hadden twee doelen: enerzijds hielden ze de kleding bijeen, anderzijds dienden ze ter versiering en gaven ze informatie prijs over de stand en afkomst van de drager. Fibula vormden een belangrijk onderdeel van de klederdracht in de Late Oudheid. Eenvoudige sierspelden vormen ook een onderdeel van de soldatenuitrusting.

## Keltische sierspelden
In het vroegmiddeleeuwse Ierland en Schotland ontstond er een afzonderlijke sierspeldtraditie die leidde tot sommige van de meest verfijnde en versierde sierspelden die ooit werden gemaakt. Een bekend voorbeeld hiervan is de sierspeld van Tara.